# Hippeastrum pardinum
Hippeastrum pardinum é uma planta bulbosa herbácea perene , pertencente à família Amaryllidaceae, do Peru à Bolívia. Originalmente coletado em 1866 por Richard Pearce, foi usado em programas de reprodução.

## Descrição
Manchas vermelhas sobre um fundo amarelado, lembrando a pele de um leopardo. Tubo floral curto ou quase ausente, segmentos florais largos, recurvados e espalhados. flores 18 cm de diâmetro.

## Taxonomia
Descrito por Joseph Dalton Hooker em 1867 como Amaryllis, mas transferido para Hippeastrum por Henry Honywood Dombrain.

## Imagens

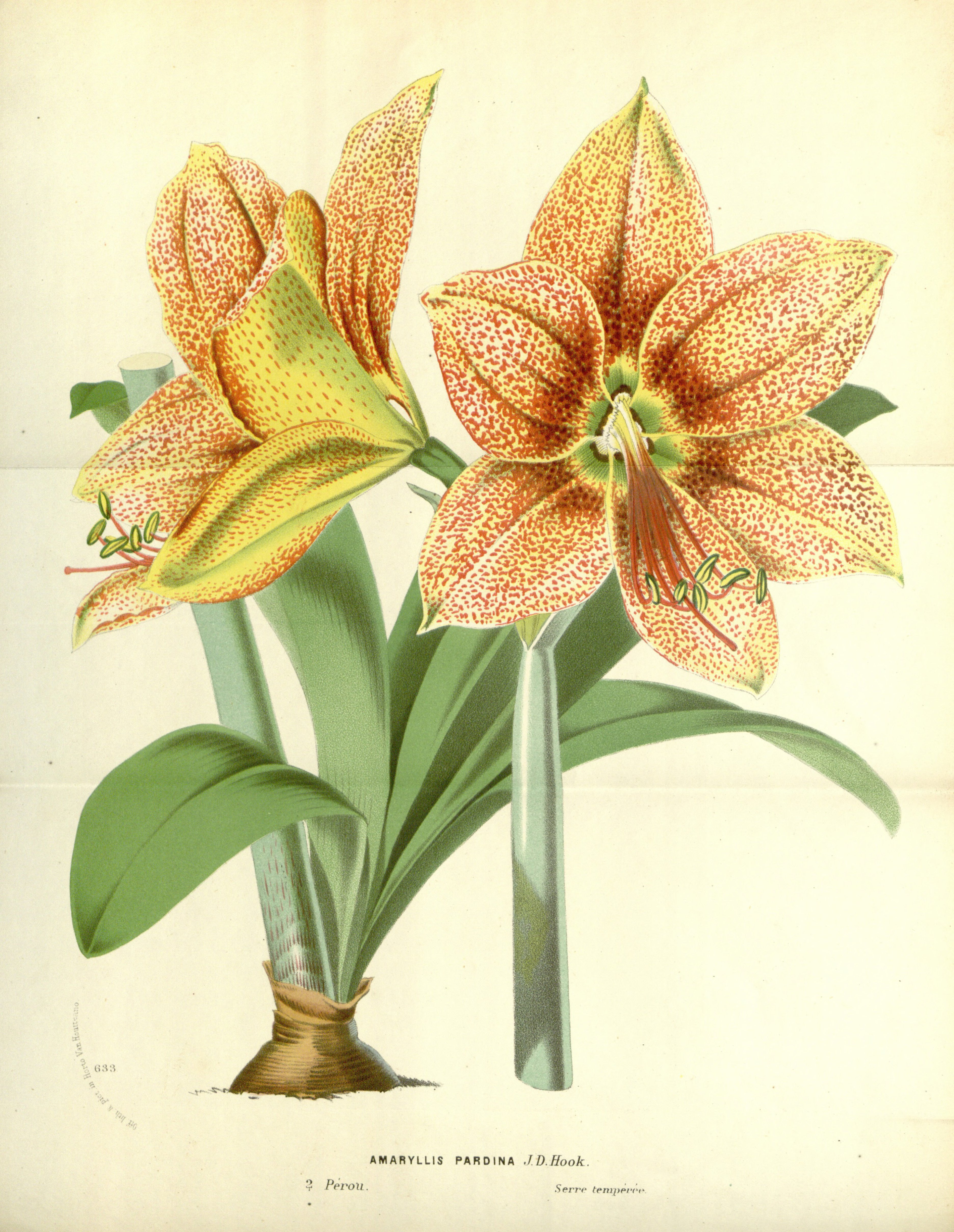
Hippeastrum pardinum
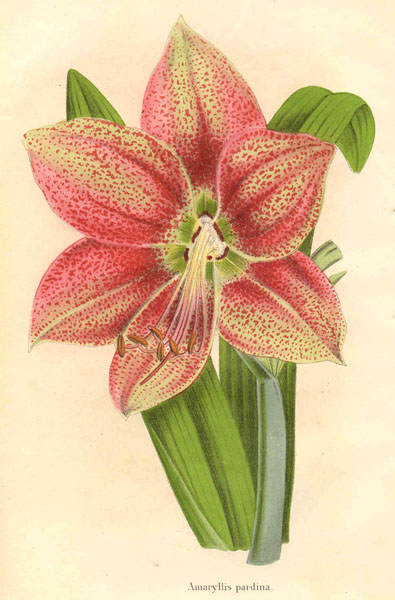